# Hoštka, Litoměřice
Hoštka là một thị trấn thuộc huyện Litoměřice, vùng Ústecký, Cộng hòa Séc.